# Gymnostomum unguiculatum
Gymnostomum unguiculatum là một loài rêu trong họ Pottiaceae. Loài này được H. Philib. mô tả khoa học đầu tiên năm 1879.